# Tage William-Olsson
Tage William-Olsson (* 8. Juni 1888 in London; † 22. August 1960) war ein schwedischer Architekt, der hauptsächlich für den von ihm entworfenen Verkehrsknotenpunkt Slussen in Stockholm bekannt wurde.

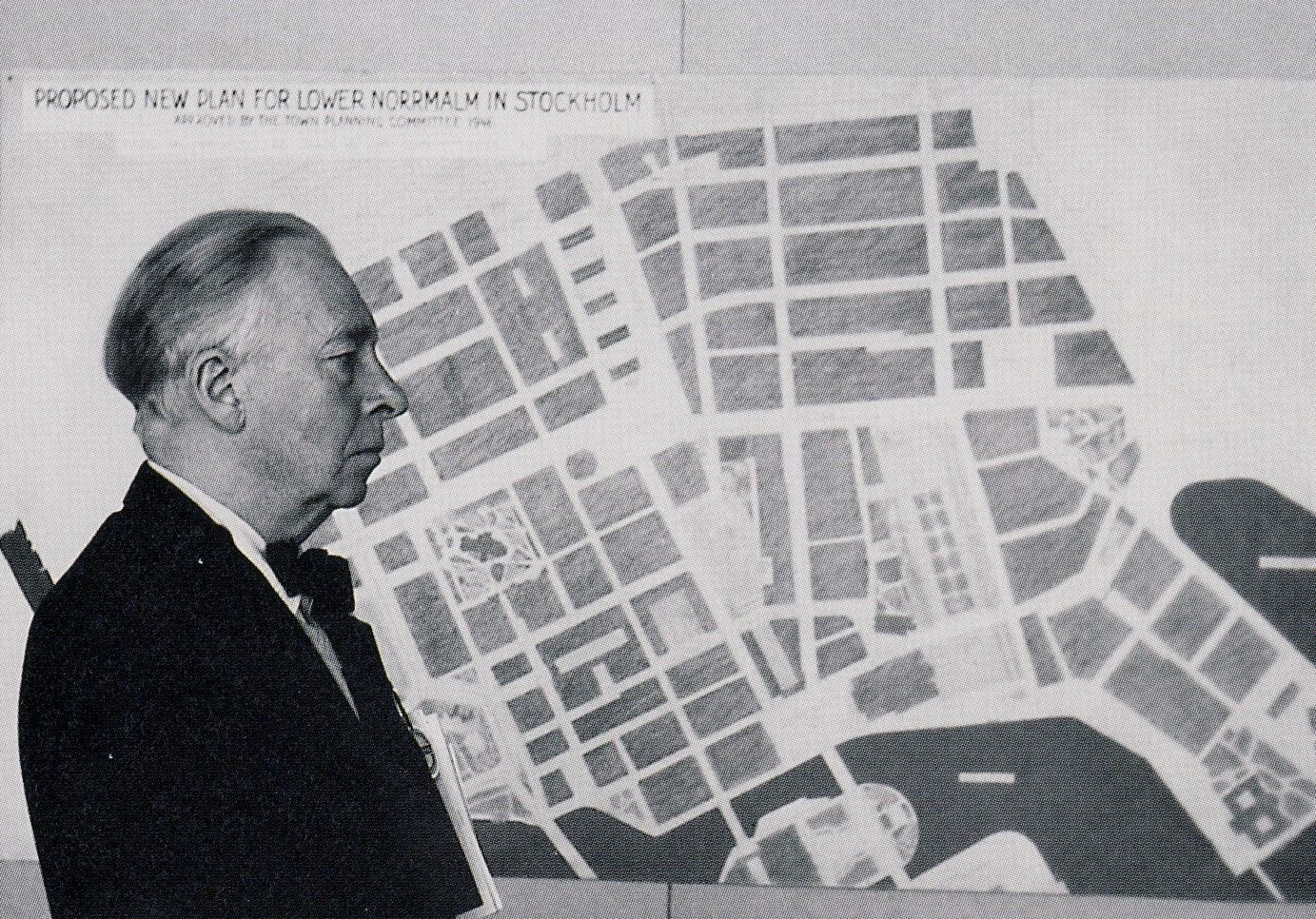
Tage William-Olsson 1946

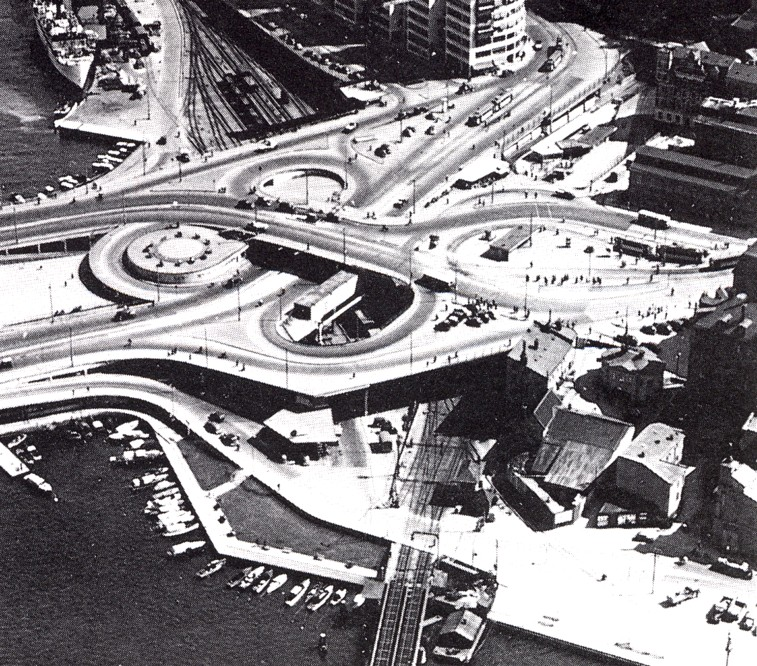
Kleeblatt Slussen 1939

## Leben
Tage William-Olsson bekam 1928 vom Stockholmer Straßenbauamt den Auftrag, die teilweise chaotische Verkehrssituation beim Slussen (populär das „Slussen-Elend“ genannt) zu untersuchen und einen Vorschlag zur Lösung der Verkehrsführung dort zu erarbeiten. Hier trafen sechs verkehrsreiche Straßenzüge aufeinander sowie Schienen- und Wasserstraßenverkehr und eine durchgreifende Verbesserung war dringend notwendig. William-Olsson arbeitete nicht nur mit dem Verkehrsknoten, sondern auch mit der umliegenden Bebauung. Seine geniale Lösung war einer der ersten innerstädtischen kreuzungsfreien Autobahnkleeblätter Europas. Die Anlage war 1935 fertig und schon für den Rechtsverkehr vorbereitet.
Im Jahr 1943 engagierte das Stockholmer Stadtbauamt Tage William-Olsson, um zusammen mit dem Architekten Paul Hedqvist, bei der Neugestaltung der Stockholmer City mitzuwirken. Ein Großteil dieser Planungen sind ca. zehn Jahre später in die Wirklichkeit umgesetzt worden. Im selben Jahr wurde William-Olsson zum Chef der Stadtplanung in Göteborg berufen. Dort entwarf er zusammen mit seinem Sohn Anders William-Olsson zahlreiche Wohnbauten, u. a. Wohnungen mit flexiblen, demontierbaren Innenwänden, was neu war im schwedischen Wohnungsbau. Tage William-Olsson war bis zu seinem Tod aktiv in seinem Beruf als Architekt.